# Шелехове
Шелехове (на украински: Шелехове) е село в Южна Украйна, Подилски район на Одеска област. Основано е през 1849 година. Населението му е около 693 души.